# Annie Moulin
Pour les articles homonymes, voir Moulin (homonymie).
Annie Moulin, née le 26 avril 1946 à Le Breuil-sur-Couze et morte le 22 décembre 1995 à Clermont-Ferrand est une historienne française, elle a notamment écrit Les Paysans dans la société française - De la Révolution à nos jours, qui reste reconnu comme un classique pour toute étude sur les paysans.
Agrégée d'histoire, elle soutient une thèse de troisième cycle en 1986 sous la direction d'Abel Poitrineau à l'université Blaise-Pascal (Les paysans de la Haute-Marche au XVIIIe siècle), puis une thèse de doctorat d'État en 1996 au sein de la même université, sous la direction de Jean-Jacques Becker (La guerre et le développement industriel de Clermont-Ferrand, 1912-1922). Elle est élue maître de conférences en histoire contemporaine à Clermont-Ferrand en 1987.

## Publications
- Les Paysans dans la société française - De la Révolution à nos jours, 1988
- Les maçons de la Creuse, les origines du mouvement., Faculté des lettres et sciences de l'université de Clermont-Ferrand, publication de l'institut d'études du Massif Central, 1994.  (ISBN 2-87741-063-3)
- Guerre et industrie : Clermont-Ferrand, 1912-1922. La victoire du pneu, 1997